# レインボウエクリプス
『レインボウエクリプス』は、虹のコンキスタドールの2枚目のオリジナルアルバム。2016年12月13日に FUJIYAMA PROJECT JAPANから発売。

## 概要
前作「レインボウスペクトラム」リリース後に発表されたシングル「戦場の聖バレンタイン」から「限りなく冒険に近いサマー」までのシングル曲とカップリング曲、および新録の楽曲が収録された。初回限定盤にはPV映像が収録されたDVDが付属する。

## 収録曲

### CD
1. 戦場の聖バレンタイン
作詞：NOBE、作曲：KOMODA(FOURseam)、編曲：山崎佳祐(onetrap)
4thシングル
2. 限りなく冒険に近いサマー
作詞：NOBE、作曲：村カワ基成、編曲：村カワ基成・ミナミトモヤ
6thシングル
3. パラドキシカルコンプレックス
作詞・作曲・編曲：村カワ基成
4. わたし時々、魔法少女
作詞：NOBE、作曲：ANDW、編曲：村カワ基成
5. ↓エイリアンガール・イン・ニューヨーク↑
作詞：海猫沢めろん、作曲：村カワ基成、編曲：DANCE☆MAN
5thシングル
6. 大キライでした。
作詞：NOBE、作曲：山本真平(onetrap)、編曲：KOHJIRO(agehasprings)
7. コスメティック☆スター
作詞・作曲・編曲：PandaBoY
8. Magic The Labyrinth
作詞：吉田詩織、作曲・編曲：村カワ基成
9. 電光石火、夏花火。
作詞：NOBE、作曲・編曲：中村瑛彦(SUPA LOVE)
10. パラダイスな片思い
作詞：NOBE、作曲・編曲：村カワ基成
11. 奇跡100％
作詞：最果タヒ、作曲：三毛猫ホームレス、編曲：成瀬裕介(onetrap)
5thシングル「↓エイリアンガール・イン・ニューヨーク↑」に収録
12. ミライ上々!
作詞・作曲・編曲：浅野尚志(SUPA LOVE)

※初回盤、通常盤ともに収録曲は同一

### 初回限定盤DVD
- ミュージックビデオ

1. 戦場の聖バレンタイン
2. ↓エイリアンガール・イン・ニューヨーク↑(Original ver.)
3. 限りなく冒険に近いサマー
4. パラドキシカルコンプレックス